# Ерёменко, Владимир Владимирович
Владимир Владимирович Ерёменко (22 марта 1954, Волгоград) — русский поэт, прозаик, переводчик. Главный редактор газеты «Литературная Россия» в 1994-2004 и 2021-2024 годах. Член Союза писателей России.

## Биография
Родился 22 марта 1954 в Сталинграде. Отец — писатель Владимир Николаевич Ерёменко (1928, с. Ягодное под Сталинградом — 2014).
В 1975 окончил факультет журналистики МГУ. Кандидат филологических наук.
Работал в АПН, журнале «Литературная учёба». Был научным сотрудником Института мировой литературы АН СССР.
С 1989 работает в еженедельнике «Литературная Россия».
В декабре 1994, после смерти главного редактора «ЛР» Эрнста Сафонова, трудовой коллектив выдвинул Владимира Еременко на пост главного редактора «ЛР». Был утвержден на этом посту.
На совете секретарей Союза писателей России В. Еременко выдвинул свою концепцию развития газеты. По его мнению, основная ставка будет делаться на укрепления связей с регионами РФ и с региональными писательскими организациями, а также созданию собственной региональной корреспондентской сети.
В 2004 году его сменил на посту главного редактора Вячеслав Огрызко. Ерёменко далее работал пресс-секретарем у Председателя Совета Федерации Сергея Миронова.
Кандидатуру Ерёменко порекомендовал Миронову депутат Левичев (нынешний член Центризбиркома от справороссов), который ранее вместе с Еременко учился в академии общественных наук при ЦК КПСС. В 2011 году тогдашний Председатель Совета Федерации Сергей Миронов при переходе в Госдуму не захотел Владимира Ерёменко оставить своим пресс-секретарём.
Далее, в 2013—2021 годах Ерёменко упоминается, как один из учредителей и руководителей организации Жилищно-строительный кооператив «Городок писателей» в микрорайоне Переделкино (адрес правления: г. Москва, Новомосковский округ, поселение Внуковское, посёлок дачно-строительного кооператива Мичуринец, ул. Довженко, д. 1а). Директором кооператива являлась писательница Набатникова Татьяна Алексеевна.
В 2021 г. вернулся на должность главреда «Литературной России», добившись, как учредитель, увольнения Огрызко. Последний к моменту своего увольнения в 2021 году создал долги в размере 2 млн рублей, и потерял помещение редакции на Цветном бульваре.
Огрызко в своей отставке винил референта из Президентской Администрации Владислава Бочкова, что тот ради прихода в «ЛР» Ерёменко и Чёрного давил за спиной Огрызко на сотрудников редакции с тем, чтобы в газете сменилось руководство. По словам Огрызко:
«Ерёменко начал очень нечестную борьбу за возвращение в „ЛР“ на пост главного редактора ещё с февраля 2021 года. Для этого он даже отряжал к Огрызко специального переговорщика (главный редактор издания „Роман-газета“ Юрий Козлов). Но тогда сходу у него ничего не получилось. Второй этап „спецоперации“ произошёл нынешней осенью. 10 ноября Ерёменко вроде бы, своего добился. Правда, потом ещё целый месяц у него ушёл на внесение изменений в ЕГРЮЛ.»
В начале декабря 2021 года Огрызко оспаривал правомочность своего увольнения с должности главреда, когда газету снова возглавил Ерёменко. Как отмечалось: «Вернулись в „ЛР“ два соучредителя — Владимир Ерёменко (он газету первый раз покинул в 2004 году) и Виктор Кашлев (ушедший на пенсию в 2013 году)».
Однако, 10 декабря 2021 года Управление Минюста РФ по Москве внесло в ЕГРЮЛ изменения в документы газеты, утвердив новым руководителем издания Владимира Ерёменко.
Бывший исполнительный директор «ЛР» Виктор Кашлев, которому Ерёменко поручил провести переговоры с некоторыми бывшими сотрудниками газеты, пообещал место заместителя главного редактора Дмитрию Чёрному.
Последний, в итоге, стал гендиректором газеты в начале 2022 года.
По словам последнего:
«Мы, нынешняя команда, пришли в Союз Писателей в декабре 2021-го, когда газета была на грани закрытия — в силу гигантских долгов и (вследствие этого же фактора) потерянного бывшим главредом Огрызко помещения редакции на Цветном-32. Как верно в ЦДЛ прошлой осенью заметил заместитель главного редактора Алексей Борзенко, — в прошлом и сотрудник „ЛР“, и военкор, — мы не новые, мы старые кадры».
Несмотря на смену редакции, газета в начале 2023 года перестала издаваться в бумажном формате, в чём принято винить Союз писателей и прежнего главреда Вячеслава Огрызко.
28 февраля 2024 года председатель Совета учредителей, председатель редколлегии Владимир Ерёменко покинул должность главного редактора, и на собрании учредителей предложил выбрать на должность главного редактора «Литературной России» Дмитрия Чёрного. Его предложение единогласно одобрено. 
Автор книг прозы: «У порога» (1984), «Другого варианта не будет» (1985), романов «Блаженная» (1995) и «Носители разума» (2014). В 1988 году им защищена диссертация кандидата филологических наук на тему: «Проблема социальной активности героя современной советской прозы, 80-е годы».
Владеет французским и английским языками. Женат. Имеет сына и дочь.

## Общественная позиция
В 2022 году подписал письмо в поддержку российского военного вторжения на Украину.